# Gümüşyeniköy, Germencik
Gümüşyeniköy là một xã thuộc huyện Germencik, tỉnh Aydın, Thổ Nhĩ Kỳ. Dân số thời điểm năm 2010 là 254 người.